# Josephine Pilars de Pilar
Josephine Marguerite Antonia Baronin Pilars de Pilar (* 8. Juli 1967 in Aurich) ist eine deutsche Opernsängerin (Sopran).

## Leben
Josephine Pilars de Pilar ist die Tochter von Josef Baron Pilars de Pilar und der Französin Béatrice Lamotte d'Argy. Zudem ist sie die Urenkelin von Ladislaus und Antonia Pilars de Pilar und Schwester der Künstlerin Carol Pilars de Pilar. Seit 2001 ist sie mit dem Fotografen Siegward Schmitz verheiratet und lebt in Wiehl.
Sie wuchs zunächst in Bonn und später Köln auf, wo sie an der Liebfrauenschule Köln ihr Abitur absolvierte. Ihre musikalische Ausbildung begann sie an der Universität für Musik und darstellende Kunst Graz. Anschließend besuchte sie die Universität für Musik und darstellende Kunst Wien. Meisterkurse absolvierte Josephine Pilars u. a. bei Anna Reynolds, Ernst Haefliger und Elisabeth Schwarzkopf. Mit Schauspiel- und Improvisationskursen vertiefte sie ihre künstlerische Entwicklung.

## Repertoire
Noch während des Studiums bekam sie Engagements für zeitgenössische Musik im Rahmen des Steirischen Herbstes Graz. Es folgten Engagements am Volkstheater Wien. Wiederholte Gastspiele gibt sie als Adele in der Die Fledermaus von Johann Strauss; der Zauberin und Belinda in Dido und Aeneas u. a. Mit dem Chor der Bamberger Symphoniker sang sie mit im Ligeti-Requiem. Rundfunkaufnahmen für Kinderopern am SWR und zahlreiche Liederabende führen sie immer wieder durch Deutschland, Polen, Frankreich und Südafrika.
Gemeinsam mit Monika Winterson realisierte sie das Lichtkonzert „Poesie des Waldes“ im Nationalpark Bayerischer Wald. Ein nächtliches Konzert mitten im Wald.
Mit der Pianistin Lena Ladyshenskaja entwirft sie Kollagen aus Oper, Operette und Musical, humorvolles Entertainment und schnelle Rollenwechsel. Hier feierte sie insbesondere Erfolge mit der Aufführung von Pergolesis Opera buffa La serva padrona.
Unter dem Titel „Göttliche Gesänge“ präsentiert sie zusammen mit der Harfenistin Elena Janzen regelmäßig vertonte Gebete aus verschiedenen Kulturen und Jahrhunderten.
Auserwählte, kurzweilige Operettenarien realisiert Josephine Pilars de Pilar mit dem Ensemble Grisetten.